# یواس‌اس ال‌اس‌ام-۲۱۶
یواس‌اس ال‌اس‌ام-۲۱۶ (به انگلیسی: USS LSM-216) یک کشتی بود که طول آن ۲۰۳ فوت ۶ اینچ (۶۲٫۰۳ متر) بود.